# Tour della nazionale maschile di rugby a 15 delle Figi 1981
La nazionale di "rugby a 15" delle Isole Figi si reca nel luglio-agosto 1981 alle isole di Tonga per un lungo tour. Il bilancio è di 7 vittorie, un pareggio e 2 sconfitte di cui tre contro la nazionale Australiana. Vinceranno 3 dei 4 test contro la nazionale tongana.

## Risultati
| Nuku'alofa 29 luglio 1981 | E’ua | 10 – 47 | Figi XV |  |

| Nuku'alofa 1º agosto 1981 | Town | 14 – 35 | Figi XV |  |

| Nuku'alofa 5 agosto 1981 | Colts | 7 – 7 | Figi XV |  |

| Nuku'alofa 8 agosto 1981 | Tonga | 8 – 10 | Figi |  |

| Nuku'alofa 12 agosto 1981 | Country | 28 – 13 | Figi XV |  |

| Nuku'alofa 15 agosto 1981 | Tonga | 10 – 3 | Figi |  |

| Ha’apai 19 agosto 1981 | Haʻapai | 9 – 10 | Figi XV |  |

| Vava'u 22 agosto 1981 | Vava’u | 9 – 15 | Figi XV |  |

| Nuku'alofa 27 agosto 1981 | Tonga | 8 – 18 | Figi |  |

| Nuku'alofa 8 agosto 1981 | Tonga | 8 – 10 | Figi |  |